# Edgar Salin
Edgar Bernhard Jacques Salin (* 10. Februar 1892 in Frankfurt am Main; † 17. Mai 1974 in Veytaux, Schweiz) war ein deutscher Wirtschaftswissenschaftler.

## Leben
Edgar Salin wurde als Sohn des jüdischen Unternehmers Alfred Salin und dessen Frau Paula geboren. Von 1901 bis 1910 besuchte er das Goethe-Gymnasium in seinem Geburtsort Frankfurt am Main. 1910 lud ihn sein Onkel, der New Yorker Bankier Jakob Heinrich Schiff, auf eine Eisenbahn- und Seereise quer durch die USA nach Alaska ein, auf der sie Möglichkeiten, in Eisenbahnen und Bergbau zu investieren, untersuchten. Danach studierte er Nationalökonomie und Rechtswissenschaft an den Universitäten Heidelberg, München und Berlin, daneben auch Philosophie, Kunst- und Literaturgeschichte. In Heidelberg kam er über den dortigen Professor für Germanistik Friedrich Gundolf und über seine Freunde Norbert von Hellingrath und Wolfgang Heyer in Kontakt mit dem Dichter Stefan George. In seiner Heidelberger Zeit bewegte sich Salin auch auf den Spuren Friedrich Hölderlins, weil Hellingrath, einer seiner engsten Freunde, einige wichtige Handschriften entdeckt hatte und diese nun edierte. 1913 promovierte Salin bei Alfred Weber über Die wirtschaftliche Entwicklung von Alaska und Yukon Territory. Ein Beitrag zur Geschichte und Theorie der Konzentrationsbewegung. Auch mit dessen Bruder Max Weber, Eberhard Gothein und Paul Reiner hatte Salin in Heidelberg Umgang.
1914 meldete Salin sich freiwillig als Soldat im Ersten Weltkrieg. 1918 wurde er an der Ostfront schwer verwundet. Danach ging er in den Auswärtigen Dienst und wurde Referent in der politischen Abteilung der deutschen Gesandtschaft in Bern. 1919 verließ er die Diplomatie und kehrte zur Wissenschaft zurück. Salin setzte sich für eine enge interdisziplinäre Verknüpfung der Wirtschaftswissenschaften mit kultur- und sozialwissenschaftlichen sowie philosophischen Themen und Methoden ein. So habilitierte er sich 1920 in Heidelberg über Platon und die griechische Utopie; mit Platon beschäftigte er sich auch später noch eingehend. 1924 wurde Salin auf eine außerordentliche Professur am Institut für Sozial- und Staatswissenschaften der Universität Heidelberg berufen. In Heidelberg betreute er unter anderem das Promotionsprojekt des Amerikaners Talcott Parsons, der sich in seiner Dissertation mit dem Kapitalismusbegriff bei Max Weber und Werner Sombart befasste. Nach seiner Rückkehr nach Amerika wurde Parsons einer der bedeutendsten Sozialwissenschaftler des 20. Jahrhunderts. Salin wurde nach einer Gastprofessur an der Universität Kiel, wo er mit den George-Anhängern Friedrich Wolters und Julius Landmann zusammentraf, 1927 als Nachfolger Landmanns ordentlicher Professor an der Universität Basel. Dort war er 1961/1962 Rektor. 1962 wurde er emeritiert. Zu seinen Schülern zählen etwa Ulrich Sonnemann, der 1934 bei ihm promovierte, Marion Gräfin Dönhoff, die 1935 bei ihm promovierte und der er auch nach dem Krieg verbunden blieb, und der Wirtschaftsführer Alex Krauer. 1962 wurde Salin die Goetheplakette der Stadt Frankfurt am Main verliehen.

## Werk
Seine Arbeitsfelder waren hauptsächlich Wirtschaftsgeschichte und Politische Ökonomie. Er strebte eine vergleichende Gestaltenlehre der Wirtschaft an, noch bevor die Institutionenökonomik das Motto einer vergleichenden Institutionenlehre ausgegeben hatte. Daneben trat er für eine, wie er es nannte, „anschauliche Theorie“ ein, die die „rationale Theorie“ (am ehesten mit der Neoklassik zu identifizieren) zwar mit umfassen, aber nicht in ihr aufgehen sollte. Weiter strebte er eine Ökonomie im Dienste der Gesellschaft an, der aber gleichwohl eingedenk bleiben sollte, dass die Wirtschaft nur ein Teilgebiet der Lebensgesamtheit sein kann und damit nur ein Mittel zur Hebung des Daseins von Staat und Mensch ist und kein Selbstzweck sein dürfe. Für die Politische Ökonomie, wie sie Salin vorschwebte, sollte die mathematische Theorie nur Hilfsmittel und Werkzeug sein. Die Wirtschaftsgeschichte und die Geschichte der Theorie seien aber unentbehrlich.
Salin sah es als gemeinsames Ziel der Ökonomen an, menschliche Unabhängigkeit und Würde zu bewahren und nach den Wegen zu suchen die (Lynkeus, Vorwort) „dem Einzelnen und den Völkern, Europa und der Welt das noch erreichbare Maß an persönlicher, wirtschaftlicher und sozialer Freiheit zu wahren gestatten“. Trotzdem war er kein liberaler (oder als Schlagwort neoliberaler) Ökonom im heutigen Sinne. Diese Politische Ökonomie soll das politische Element und die sozialen, soziologischen Kräfte berücksichtigen; sie sollte jedoch nicht, wie Eucken dies als Grundlage der Nationalökonomie postuliert hatte, die politischen Daten als Datenkranz für ihre Überlegungen und Modelle ansehen. Ob diese Politische Ökonomie als ein Wegbereiter oder Vorläufer der Neuen Politischen Ökonomie anzusehen ist, muss offenbleiben. Salins Einordnung nach heutigen Begriffen fällt außerordentlich schwer. Ein Aufsatz über ihn trägt den Titel Der letzte Humanist. Er stand in der Linie des frühen Lord Keynes, dessen Blicke in die Zukunft, „zuerst ‚The Consequences of the Peace‘ und dann ‚A Tract of Monetary Reform‘, aus allem zeitgenössischen ökonomischen Schrifttum heraushoben“ (Lynkeus, S. 265), und hielt den „Tract“ für eines jener Bücher, an denen ein politischer Ökonom sich schulen könne (ebd.). Die These von einer Keynesschen makroökonomischen Revolution teilte er allerdings nicht, da er ihre Vorläufer vorwiegend in deutschen Nationalökonomen sah. In der Geschichte der Volkswirtschaftslehre sah er vor allem einen „Wandel in der Einstellung des Menschen zur Wirtschaft und zur Wissenschaft“, und er betrieb deswegen eher Ideengeschichte als analytische und methodische Untersuchungen, wie sie sonst häufig dort anzutreffen sind, wo der gegenwärtige Stand der ökonomischen Wissenschaft als deren höchste Ausformung angesehen wird. Dem Fortschrittsgedanken in der Wissenschaft stand er kritisch gegenüber, als ob die Erkenntnisse der heutigen Wissenschaft dem antiken wie dem mittelalterlichen Menschen unerreichbar geblieben seien (GdV, 4. Aufl., S. 11). Seine Geschichte der Volkswirtschaftslehre steht in dem Dreischritt von Vorgeschichte (Athen, Rom und mittelalterlich-katholisches Europa), Geschichte (in der Merkantilismus eine politische Wissenschaft ist; Physiokraten und Klassiker die Ökonomie als systematische Wissenschaft sehen; Sozialismus und Historismus als evolutionistische Wissenschaft erscheinen) und Gegenwart (Neoklassik, Neoliberalismus, soziale Marktwirtschaft). Der Anfang der GdV lautet „Volkswirtschaft als Wissenschaft ist eine Erscheinung, die ausschließlich der europäisch-amerikanischen Moderne angehört. Ihre Geschichte beginnt mit dem Erwachen des individualistischen Geistes, mit dem Erscheinen nationaler Territorien und Reiche und mit dem Sieg des rationalen Kapitalismus über das traditionale Wirtschaftshandeln des Mittelalters“ (GdV, S. 12). Salin war Gründer und Schriftführer der List-Gesellschaft, die sich nach dem deutschen Nationalökonomen Friedrich List benannt hatte.
Gemeinsam mit sechs weiteren Wissenschaftlern gründete Edgar Salin am 6. Oktober 1959 in Basel die Prognos AG.

## Ehrungen
- 1972: Großes Verdienstkreuz der Bundesrepublik Deutschland

## Werke
- Im Sonderzug nach Alaska. Tagebuch einer amerikanischen Reise. 1910
- Platon und die griechische Utopie. 1921
- Civitas Dei. 1926
- Die deutschen Tribute. 1930
- Wirtschaft und Staat. 1932
- Jacob Burckhardt und Nietzsche (2. Auflage 1948)
- Geschichte der Volkswirtschaftslehre (GdV, 4. Auflage 1952, 5. Auflage umbenannt in Politische Ökonomie)
- Um Stefan George. Helmut Küpper vormals Georg Bondi, Düsseldorf/München 1948 (Online-Version; 2., neugestaltete und erweiterte Auflage 1954)
- Herausgeber der Zeitschrift Kyklos (seit 1947)
- zahlreiche Übertragungen ausgewählter Werke Platons, im Verlag Klostermann erschienen
- Lynkeus – Gestalten und Probleme aus Wirtschaft und Politik. J. C. B. Mohr, Tübingen 1963 (gesammelte Reden und Abhandlungen als eine Einführung in die politische Ökonomie, mit biographischen Skizzen, wirtschaftsgeschichtlichen, wirtschaftstheoretischen und wirtschaftspolitischen Abhandlungen)
- Der isolierte Staat, 1826–1926
- Johann Heinrich von Thünen in seiner Zeit
- Standortsverschiebungen der deutschen Wirtschaft im ersten Viertel des 20. Jahrhunderts
- Kapitalbegriff und Kapitallehre von der Antike zu den Physiokraten (Online als pdf)
- Hochkapitalismus. Eine Studie über Werner Sombart, die deutsche Volkswirtschaftslehre und das Wirtschaftssystem der Gegenwart
- Politische Ökonomie – heute
- Der Gestaltwandel des europäischen Unternehmers
- Manager